# Live at the Greek Theatre 2008
Live at the Greek Theatre 2008 é um álbum ao vivo lançado pelo grupo Ringo Starr & His All Starr Band em 2010.

## Faixas
1. Introdução / "With a Little Help from My Friends" (Lennon–McCartney) / "It Don't Come Easy" (Richard Starkey) (4:24)
2. "What Goes On" (Lennon–McCartney/Starkey) (3:48)
3. "The Stroke" (Billy Squier) (6:55)
4. "Free Ride" (Dan Hartman) (5:23)
5. "Dream Weaver" (Gary Wright) (5:09)
  - Performed by Gary Wright
6. "Boys" (Luther Dixon/Wes Farrell) (4:03)
7. "Pick Up the Pieces" (Roger Ball) (6:12)
8. "Act Naturally" (Johnny Russell/Voni Morrison) (3:25)
9. "Yellow Submarine" (Lennon–McCartney) (3:20)
10. "Never Without You" (Starkey/Hudson/Nicholson) (5:26)
11. "I Wanna Be Your Man" (Lennon–McCartney) (3:40)
12. "Who Can It Be Now" (Colin Hay) (4:55)
13. "Photograph" (George Harrison/Starkey) (3:56)
14. "Oh My My" (Starkey/Vini Poncia) (5:02)
15. "With a Little Help from My Friends" / "Give Peace a Chance" (Lennon–McCartney) (5:18)